# Arazuri
Arazuri (Aratzuri en euskera) es una localidad española y un concejo de la Comunidad Foral de Navarra perteneciente al municipio de la Cendea de Olza, situado en la Merindad de Pamplona, en la Cuenca de Pamplona y a 10 km de la capital de la comunidad, Pamplona, formando parte de su área metropolitana. Su población en 2014 fue de 378 habitantes, con lo que es el segundo concejo más poblado de la cendea de Olza.

## Geografía física

### Situación
La localidad de Arazuri, está situado al oeste de la ciudad de Pamplona, a orillas del río Arga. Su término concejil tiene una superficie de 7,72 km² y limita al norte con el río Juslapeña y el municipio de Orcoyen, al este con el municipio de Pamplona, al sur con Gazolaz y al oeste con Ororbia.
El núcleo urbano está situado entre el río Arga, al sur, y su afluente, el Juslapeña, al norte; al oeste de la autovía A-15.

## Demografía

### Evolución de la población
| Gráfica de evolución demográfica de Arazuri entre 2000 y 2010 |
|                                                               |
| Datos según el nomenclátor publicado por el INE.              |

## Monumentos

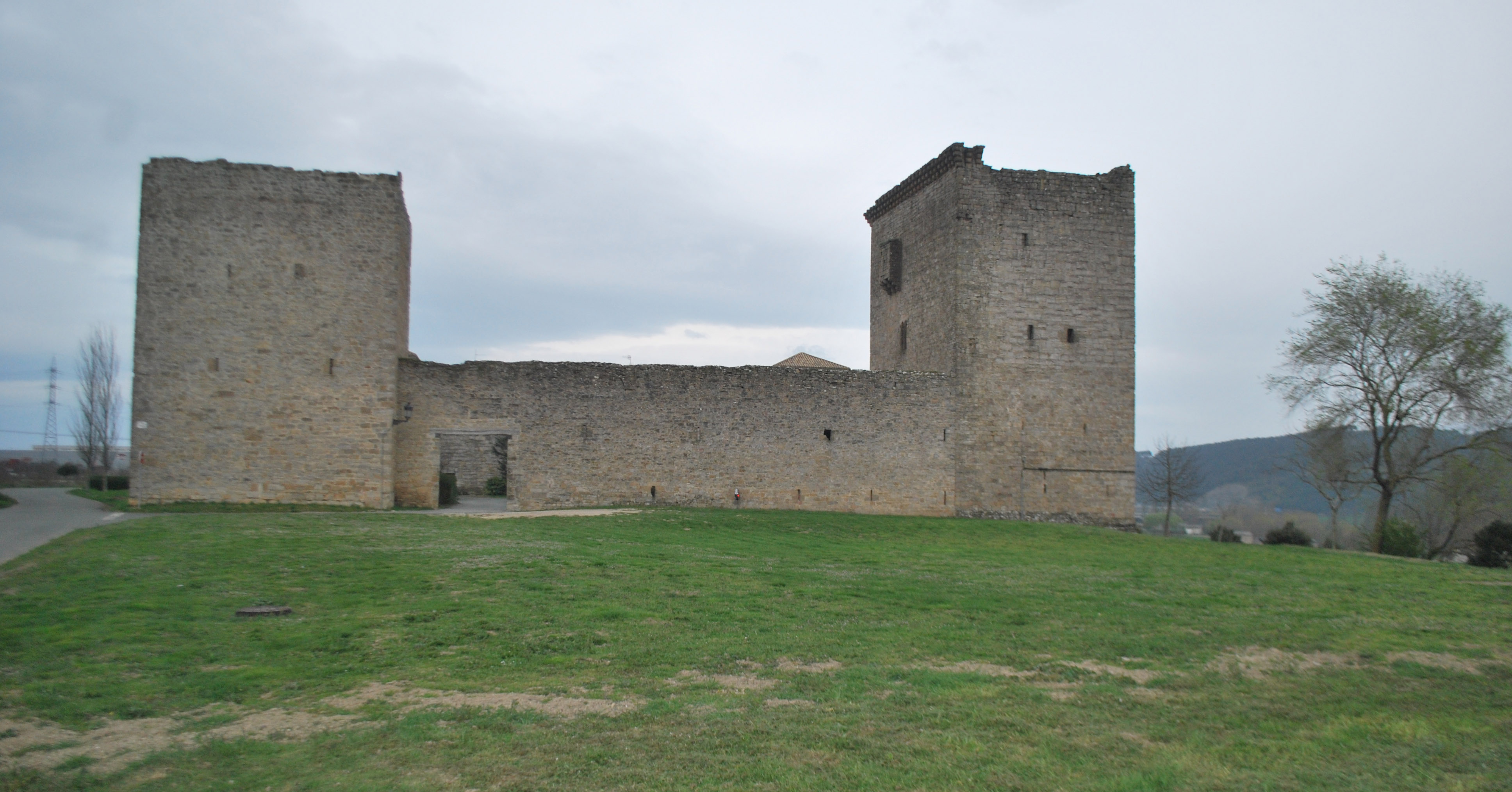
Castillo de Arazuri.

- Castillo de principios del siglo XV y reformado a mediados del siglo XVI. De construcción cuadrada, con una torre en cada esquina y patio interior central. Declarado Bien de Interés Cultural con número: RI-51-0003782. Actualmente es de propiedad privada usado como vivienda.

En él se han realizado diversos acontecimientos, desde teatros o venta de productos artesanales hasta bodas.

## Comunicaciones
Queda conectada con Pamplona, que queda a 7.3 km, mediante la carretera NA-700 (Pamplona-Estella), y dispone además de un enlace con la A-15
Dispone de un servicio de taxis.
| Eskualdeko Hiri Garraioa/Transporte Urbano Comarcal |   |
| Taxi Iruñerria                                      |   |
| Zona                                                | B |
| Estaciones                                          |   |